# Štefan Britvík
Štefan Britvík (* 7. prosince 1955, Československo) je český klarinetista, sbormistr a dirigent.

## Život a činnost
Hru na klarinet a dirigování studoval na Pražské konzervatoři. Poté pokračoval ve studiu dirigování soukromě u Zdeňka Košlera (dirigent České filharmonie, orchestru Národního divadla a spolupracoval s mnoha zahraničními orchestry) a u Přemysla Charváta (dirigenta orchestru opery Národního divadla).
Po ukončení studií začal pracovat jako sbormistr a dirigent. Jako dirigent Sboru Českého rozhlasu spolupracoval s mnoho orchestry a dirigenty v zemích Evropy.
Jako sbormistr se podílel na uvedení Prokofjevovy kantáty „Alexandr Něvskij“ s dirigentem A. Boreykem a Drážďanskou filharmonií. Jako sbormistr v roce 2004 spolupracoval na provedení Mahlerovy II. symfonie s dirigentem J. Levinem na festivalu ve Verbier, dále na provedení Bachovy Mše h moll v Marseille ad.
Vystupoval na festivalech ve Francii, Německu, Španělsku, Itálie,Švýcarsku aj. Spolupracoval mj. se sborem Santa Cecilia v Římě. Spolupracoval rovněž při uvedení oper v Rouen a na Operním festivalu v Orange s dirigentem L. Slatkinem.